# Раушер, Йозеф Отмар фон
Йозеф Отмар риттер фон Раушер (нем. Joseph Othmar von Rauscher; 6 октября 1797, Вена, эрцгерцогство Австрия, Священная Римская империя — 24 ноября 1875, Вена, Австро-Венгрия) — австро-венгерский кардинал. Епископ Шекау с 29 января 1849 по 27 июня 1853. Архиепископ Вены с 27 июня 1853 по 24 ноября 1875. Кардинал-священник с 17 декабря 1855, с титулом церкви Санта-Мария-делла-Виттория с 23 декабря 1858. Занимал должность одного из воспитателей эрцгерцога Франца Иосифа и его братьев Максимилиана и Карла Людвига.